# Регулятивная песочница
Регулятивная песочница (англ. Regulatory Sandbox) — особый правовой режим, позволяющий юридическим лицам, занимающимся разработкой новых финансовых продуктов и услуг, проводить в ограниченной среде эксперименты по их внедрению без риска нарушения действующего законодательства.

## Цели и задачи регулятивной песочницы
Регуляторная песочница направлена на достижение ряда целей:
- расширение ассортимента финансовых продуктов и услуг;
- сокращение времени и издержек внедрения инновационных финансовых продуктов и услуг;
- повышение инвестиционной привлекательности поставщиков продуктов и услуг на финансовом рынке, предлагающих инновационные решения;
- совершенствование нормативно-правовой базы, а также разработка нового регулирования;
- повышение безопасности продуктов и услуг с использованием дистанционных или инновационных каналов;
- обеспечение надлежащего контроля со стороны органа регулирования над внедрением инновационных финансовых продуктов и услуг.

Для достижения целей регулятивная песочница обеспечивает выполнение нескольких задач:
- проведение экспериментов по внедрению инновационных финансовых продуктов и услуг без риска нарушения законодательства;
- анализ рисков инновационных финансовых продуктов и услуг и разработка подходов к их минимизации;
- оценка необходимости внесения изменений в законодательство и подготовка соответствующих предложений по нормативно-правовому регулированию;
- по результатам эксперимента — определение целесообразности развития финансовых продуктов и услуг;

Работа регулятивной песочницы не предполагает проведение экспериментов по внедрению продуктов и услуг, которые не соответствуют требованиям законодательства. Однако по инновационным решениям может допускаться полное или частичное отсутствие подзаконных нормативно-правовых актов.

## Эксперимент и контроль за ним
Регламентация работы регулятивной песочницы осуществляется на основе принципов и, в первую очередь, ориентирована на общественные интересы, а не на интересы определенных категорий участников финансового рынка. В регулятивной песочнице возможно проведение экспериментов, то есть последовательности взаимосвязанных мероприятий по внедрению нового продукта и услуги среди ограниченного круга клиентов или в рамках определенного объёма операций. Уполномоченный орган регулирования осуществляет мониторинг и контроль за экспериментом. Он наблюдает за экспериментом и получает от тестирующей организации отчётность о его ходе, а также проводит проверку на соответствие утвержденным параметрам эксперимента. По итогам эксперимента орган регулирования принимает решение о его завершении и целесообразности внедрения.
Эксперимент и его параметры создаются только под новые финансовые продукты и услуги, не имеющие аналогов в законодательстве, находящиеся на финальной стадии разработки. Под каждый эксперимент создается уникальная песочница и параметры эксперимента, учитывающие ограничения и критерии продукта и услуги. Эксперименты должны учитывать налоговые аспекты, необходимость борьбы с сомнительными доходами, содержать меры по защите прав потребителей, а также порядок уведомления клиентов об ограничении их прав, в том числе на отсутствие компенсаций при неудавшемся эксперименте.

## Предметная область
Новыми финансовыми продуктами и услугами, которые внедряются в бизнес-процессы, являются биометрическая банковская аутентификация, автоматизированные консультационные услуги, децентрализованные протоколы платежей, страховые технологии (например, датчики, считывающие стиль вождения автомобилиста с целью расчета премии по страховке). Тестированию также могут быть подвергнуты цифровые финансовые технологии, такие как блокчейн, агрегаторы, облачные сервисы, большие данные, биометрия, когнитивные скоринговые модели.

## Эффекты регулятивной песочницы
Работа регулятивной песочницы позволяет снизить правовую неопределенность и юридические риски для участников финансового рынка. Связано это с тем, что действующее законодательство и регулирование не всегда и не в полной мере учитывают особенности новых финансовых решений. По результатам эксперимента в регулятивной песочнице формируются правила для новых технологий. Регулятивная песочница позволяет ускорять вывод новых решений на рынок. Сокращение сроков помогает как снижать издержки, так и тиражировать новые решения. Кроме того, регулятивная песочница позволяет быстро отсеивать нерабочие бизнес-модели.

## Первый международный опыт
Первая регулятивная песочница была создана в Великобритании, де-факто созданная в 2016 году. В её рамках можно было проверить инновации в реальных условиях, но под постоянным надзором регулирующего органа.
В первых двух потоках экспериментов было получено 146 заявок от претендентов, 50 из которых были органом регулирования одобрены. Из них 41 успешно прошли тест в 2017 году. Таким образом, орган регулирования собрал достаточный объём данных, чтобы составить мнение о том, какие типы компаний в основном заинтересованы в «песочнице». Чаще всего ими использовался инструмент ограниченной лицензии: компаниям предоставлялось право применять свои технологии на ограниченном круге пользователей и в ограниченном объёме. Ограничения устанавливались для каждой компании индивидуально. Новые технологии использовались для сокращения издержек при предоставлении традиционных финансовых продуктов, а не для создания новых. Самой распространенной из тестируемых технологий была технология распределенных реестров (англ. DLT).
Результаты первого эксперимента, опубликованные в 2017 году:
- 75% компаний, принятых в первый поток экспериментов, успешно прошли тестирование;
- 90% компаний, завершивших тестирование в первом потоке, продолжают работу над выпуском своих продуктов на открытый рынок;
- большинство компаний, получивших ограниченное разрешение на тестирование продуктов, прошли полную проверку после завершения тестов;
- 77% компаний, принятых во втором потоке экспериментов, близки к тому, чтобы успешно завершить тестирование;
- за первый год работы было проведено значительно больше тестов, чем изначально предполагалось;
- треть компаний, прошедших тестирование, использовали полученные знания для внесения значительных изменений в бизнес-модели перед запуском на открытом рынке.

Компании обратили внимание, что участие в регулятивной песочнице позволило им наладить внутренние процессы лучше, чем это могло быть сделано без неё. Инвесторы охотнее сотрудничают с финтех-компаниями, находящимися в регулятивной песочнице. Более 40% компаний, успешно прошедших тестирование в первом потоке экспериментов, получили финансирование в процессе эксперимента.
Регулятивная песочница позволила компаниям в реальных условиях тестировать спрос на свои продукты, разные стратегии ценообразования, каналы связи с потребителями, бизнес-модели и непосредственно технологии на основе полученных ими отзывов. Орган регулирования внедрил набор стандартных мер предосторожности для всех тестов, проводимых в рамках регулятивной песочницы, и разработал специальные защитные меры. В частности, введено требование об обязательном наличии плана выхода из эксперимента в случае неудачи для обеспечения возможности прекращения теста в любой момент с минимальным потенциальным ущербом для участвующих потребителей. Одна из компаний успешно реализовала план выхода из проекта из-за отсутствия потребительского спроса во время теста.

## Инициативы создания регулятивных песочниц

### Малайзия
В 2016 году Центральный банк Малайзии представил свою концепцию регулятивной песочницы. Малайзия запустила свой вариант регулятивной песочницы последней после Индонезии, Таиланда, Гонконга и Сингапура. Малайзийская регулятивная песочница будет открыта для компаний, разрабатывающих инновации, способствующие повышению доступности, эффективности и безопасности финансовых продуктов и услуг. Центральный банк Малайзии будет рассматривать идеи, способствующие улучшению риск-менеджмента и объёма привлекаемых в местную экономику инвестиций. Претендентам необходимо представить продукт, находящийся на «функциональной» стадии и готовый к эксперименту. Претендент должен предоставить оценку возможных рисков и гарантировать то, что располагает необходимыми ресурсами для их управления.

## Регулятивная песочница Банка России
В России уполномоченным органом регулирования для проведения экспериментов с финансовыми продуктами и услугами является Банк России. В конце 2016 года на заместитель Председателя Банка России Ольга Скоробогатова заявила, что мегарегулятор планирует создать в стране регулятивные песочницы. В 2017 году Банк России предполагал раскрыть правила функционирования режима регулятивной песочницы для участников рынка, внедряющих новые финансовые технологии.
В Банке России действует Комитет по развитию финансового рынка. Он создан для координации деятельности структурных подразделений по развитию финансового рынка Российской Федерации. Комитет рассматривает предложения о проведении экспериментов по апробации инновационных продуктов, услуг и технологий, новых методологических подходов к их регулированию, а также отчеты о проведении экспериментов и дорожные карты по их реализации. Кроме того, Комитет уполномочен рассматривать результаты мониторинга и контроля за реализацией мероприятий по развитию финансового рынка Российской Федерации, а также оценивать результаты реализованных инициатив.
По состоянию на 2017 год в России отсутствуют законодательные условия для полноценной реализации регулятивной песочницы. Для её легализации необходимы изменения в федеральный закон «О Центральном банке Российской Федерации (Банке России)», предусматривающие право Банка России устанавливать особенности и изъятия в нормативном регулировании и правилах поведения в отношении отдельных кредитных организаций и некредитных финансовых организаций, участвующих в экспериментах.

## Ограничения
Сама по себе технология регулятивной песочницы не позволяет в полной мере оценить, с чем может столкнуться бизнес-модель в реальном применении даже при успешном прохождении всех тестов. Для участия в регулятивной песочнице к претендентам предъявляются определённые требования. Компании с нестандартными бизнес-моделями редко могут им соответствовать. Это привело к тому, что мелкомасштабное тестирование особенно затруднено. Например, некоторые компании предлагают специфические страховые продукты, которые требуют от них получение лицензии страховщика. Однако для них было невозможным выполнение пруденциальных требований со стороны органа регулирования. Лицензионные ограничения способствовали партнерству с лицензированными контрагентами. Стартапам партнёрство позволяет тестировать свои продукты на лояльной и подготовленной аудитории в реальных рыночных условиях. Крупным компаниям партнерство дает возможность быстро внедрять инновационные технологии. Кроме того, некоторые из крупных компаний по результатам эксперимента заявили, что партнерство помогло им пересмотреть внутренние бизнес-процессы, оптимизировав операционные издержки.